# Louis Fischer (Maler)
Louis Fischer, eigentlich Louis François Poisson, Marquis de Marigny (* 25. August 1784 in Paris; † 15. Februar 1845 in Schwerin) war ein französisch-deutscher Offizier, Maler, Bildhauer, Elfenbeinschnitzer und Lithograf. Louis Fischer war ein Cousin von Jeanne Antoinette Poisson, besser bekannt als Madame de Pompadour, Mätresse des französischen Königs Ludwig XV.

## Leben
Zu Louis Fischers Jugend und Ausbildung gibt es derzeit keine Quellen. Er kam im Laufe des Französischen Krieges 1806/07 als Offizier nach Mecklenburg und ließ sich nach Ende des Krieges in Goldberg nieder, wo er als Zeichenlehrer und Maler tätig war. Hier entschied er sich für den deutschen Namen Fischer (= Poisson) und nach seiner Heirat 1811 mit Charlotte, geb. Oehm (1793–1860), der Tochter des Hofjägers Oehm, siedelte er nach Güstrow über und von da 1815 nach Schwerin. Hier war er als Zeichen- und Französischlehrer am großherzoglichen Pageninstitut angestellt. 1817 wurde sein Sohn Theodor geboren, der ebenfalls Maler werden sollte. 1824 unternahm er eine längere Studienreise nach Dresden, um sich in der Ölmalerei zu vervollkommnen.
Bekannt sind von ihm Frucht- und Blumenstillleben, von denen die Gemäldegalerie in Schwerin neben einem Quodlibet zwei besaß. Zudem betrieb er das Kunstdrechseln, so wird von einem aus Elfenbein gefertigtem Schachspiel berichtet, das nach Hamburg verkauft wurde. 1834 war er auf der Ausstellung der Königlich Preußischen Akademie der Künste in Berlin mit zwei Werken vertreten. 1837 wurde er Mitglied im Verein für mecklenburgische Geschichte und Altertumskunde.

## Herkunft
Bei Friedrich Schlie (1884) und erneut bei Grete Grewolls (2011) wird angeführt, der Vater von Louis Fischer sei Abel François Poisson de Vandières, Marquis de Marigny et de Menars (1727–1781) gewesen. Dieser war am Hofe des französischen Königs Ludwig XV. von 1751 bis 1773 der Generaldirektor der königlichen Bauten, Gärten, Künste, Akademien und Manufakturen und der jüngere Bruder Jeanne Antoinette Poissons, der Madame de Pompadour. Da Abel-François Poisson aber bereits am 11. Mai 1781 verstarb, ist diese Annahme logischerweise falsch.
Madame de Pompadour hatte Marigny, das zuvor ihrem Vater François Poisson (1684–1754) gehörte, als Marquisat zugunsten ihres Bruders Abel-François errichten lassen, dem dann der Titel Marquis de Marigny zustand. Die Marquise de Pompadour starb am 15. April 1764 ohne direkte Nachkommen. Sie hinterließ alle ihre Besitztümer per Testament ihrem Bruder, aber mit dem Codicil (Zusatz), der besagte, dass, wenn der Bruder stirbt, ohne Nachkommen zu haben, sein Eigentum an den Cousin Gabriel Poisson de Malvoisin (1723–1789) übergeht. Dieser hatte den Sohn Auguste (? –1793) und die Tochter Jeanne Charlotte (1762–1819).
Abel-François starb ohne Erben, seit 1777 von seiner Frau geschieden und ohne Testament. Gabriel de Malvoisin wurde somit Legat und beanspruchte nun das Erbe von Madame de Pompadour und sein Erbteil an dem Gut von Marigny für seinen Sohn Auguste. Auguste Poisson de Malvoisin (de Marigny) hatte sich zu Beginn der Französischen Revolution dem Aufstand der Vendée angeschlossen und wurde in der Schlacht bei Savenay gegen die republikanischen Truppen von General François-Joseph Westermann am 23. Dezember 1793 getötet. Das Jahr 1793 als Todesjahr des Vaters von Louis Fischer steht wiederum bei Friedrich Schlie, sodass anzunehmen ist, dass Auguste Poisson de Malvoisin (de Marigny) der Vater war.

## Werke

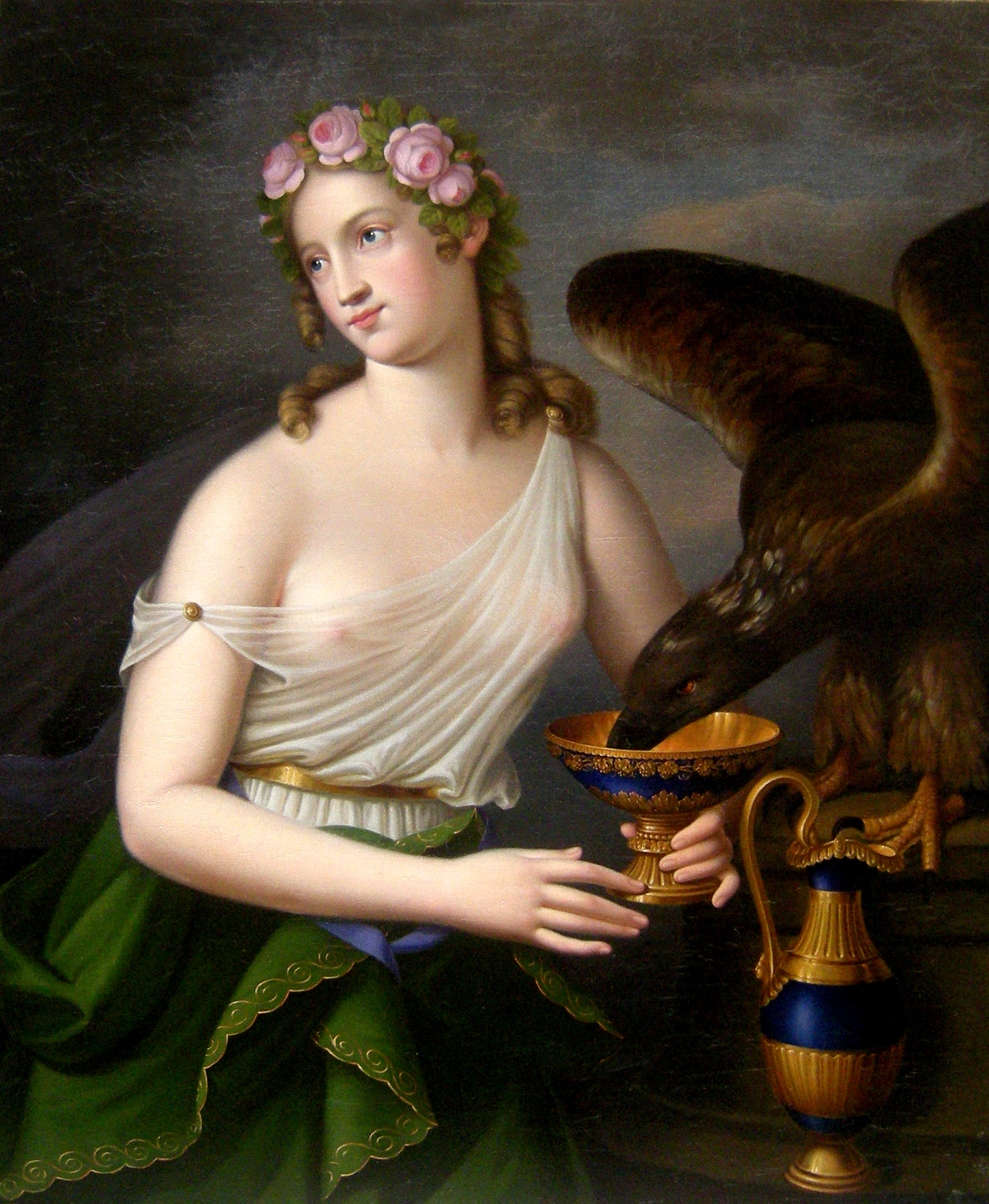
Zeus erscheint Asteria in Gestalt eines Adlers. (1827)

- Bildnis Friedrich Franz I. von Mecklenburg-Schwerin. 1819, Öl/Lwd., 86 × 63 cm[8]
- Petermännchen. zwei Kupferstiche, um 1823[9]
- Stillleben Blumen und Früchte. 1828, Schwerin, Inv.-Nr. 1191[1]
- Stillleben Küchenvorräthe. 1835, Schwerin, Inv.-Nr. 1193[1]
- Quodlibet. 1838, Öl/Lwd., Schwerin, Inv.-Nr. G 2854[1][10]
- Zeus erscheint Asteria in Gestalt eines Adlers. 81 × 98 cm, 1827[11]
- Brustbild des Rostocker Universitätsrektors August Ludwig Diemer, Lithografie 1830[12]
- „Ein Quodlibet: mehrere Producte zeichnender Künste mit dem Pinsel wiedergegeben.“ Ölgemälde, 1834[2]
- „Ein Stillleben, nach der Natur.“ Ölgemälde, 1834[2]
- Stillleben Früchte mit Rotweinglas. 1844, Öl/Lwd.[13]

## Weblinks

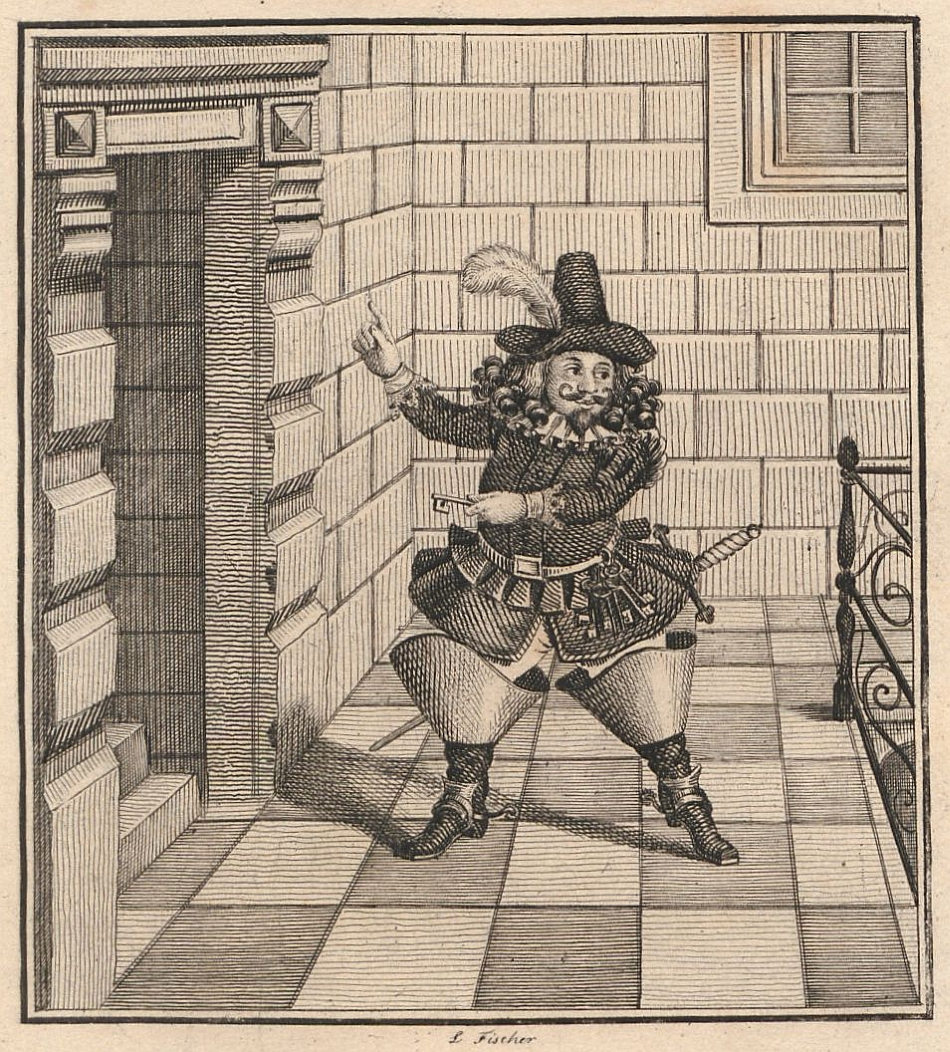
Petermännchen. (um 1823)